# 三上賀代
三上 賀代（みかみ かよ、1953年 - ）は日本の舞踏家、研究家、作家。配偶者は同じく舞踏家で元天井桟敷の三上宥起夫。

## 略歴
お茶の水女子大学国文科を1976年に卒業してから、1978年から約3年、土方巽に師事し、のちに彼の暗黒舞踏の研究基礎を築き、お茶の水女子大学院博士課程「舞踊教育学」で1997年に新たな学位を取得する。舞踏技法の試論について本も出版する。
1983年～1998年、野口体操の創始者野口三千三にも師事し、その間1992年にとりふね舞踏舎を設立し、現在まで各国で多くの公演を実施する。
2001年、舞踏家としての活動に加わえ、京都精華大学で講師を務める。2022年3月、京都精華大学名誉教授となる

## 著書
- 『器としての身體―土方巽・暗黒舞踏技法へのアプローチ』ANZ堂出版、1993年。 ISBN 978-4-8164122-7-1
- 『増補改訂 器としての身體―土方巽・暗黒舞踏技法へのアプローチ』春風社、2015年。 ISBN 978-4-8611046-5-7
- The Body as a Vessel. 大猿ブックス. (2016年) ISBN 978-0-9931587-4-2